# Carlos Conant Maldonado
Carlos Conant Maldonado (Guaymas, Sonora; 20 de enero de 1842 - ibídem, 5 de febrero de 1907) fue un empresario, coronel y político mexicano, uno de los fundadores de la empresa Sonora-Sinaloa Irrigation Company (SSIC) junto con su hermano Benito Conant Maldonado y Santos Valenzuela, empresario del pueblo agrícola Cócorit, Sonora. En 1883 fue presidente municipal de Ocampo, Chihuahua, luego de que el gobernador sonorense Ignacio Pesqueira lo desterró de Sonora en 1873, por haberse levantado en armas contra él.

## Familia
Hijo del estadounidense Charles Rich Conant y la mexicana Simona Maldonado, Carlos Conant Maldonado nació el 20 de enero de 1842 en Guaymas, Sonora. Desde adolescente tuvo un espíritu emprendedor. Se casó con María Jesús Montijo, y tuvieron seis hijas y dos hijos.

## Período militar
Partidario del general Porfirio Díaz desde pocos días después de que este lanzó su Plan de La Noria, el 8 de noviembre de 1871, el coronel Conant secundó sin dudar la proclama y el llamado a tomar las armas contra el gobierno del reelegido presidente Benito Juárez según el fallo definitivo de 7 de octubre de 1871 por parte de la comisión escrutadora de las elecciones de 1871.

## Trayectoria empresarial
Desde joven fue muy trabajador. Se dedicó a la ganadería y la agricultura en su hacienda de Huatabampo, Sonora, la que perdió al tomar las armas contra el gobernador Ignacio Pesqueira, previa proclamación de su Plan de Promontorios, el 2 de septiembre de 1873, por lo que fue desterrado de Sonora durante diez años.

### Empresario minero y presidente municipal de Ocampo, Chihuahua
En el mencionado año de 1873 se radicó en el mineral de Ocampo, en el estado de Chihuahua, muy cerca del municipio sonorense de Yécora. Fue accionista de la Compañía Minera de Santa Juliana, y presidente municipal del propio Ocampo. Con este cargo, llegó el 22 de enero de 1883 al pueblo de Pinos Altos, donde sofocó una huelga de mineros y mandó fusilar en el barrio de Las Lajas a tres  obreros: Blas Venegas, Cruz Baca y Ramón Mena. Dos o tres horas después arribó al poblado el jefe político Ramón Campos, y ordenó la ejecución de dos dirigentes obreros, impulsores de la huelga: Juan Valenzuela y Francisco Campos.

### Regreso a Sonora
En 1888 vendió sus acciones del sector minero y regresó a Sonora.
Al enterarse de que el gobierno porfirista empezó a concesionar el aprovechamiento de las aguas de diversos ríos, dando en propiedad los terrenos deslindados a cambio del costo de los trabajos técnicos y construcción de las obras para el riego de esas tierras, presentó su proyecto para la región del sur de Sonora llamada Valle del Yaqui.
El 22 de agosto de 1890, mediante contrato signado con el general Carlos Pacheco, secretario de Fomento, Colonización e Industria del prolongado régimen de Porfirio Díaz, el gobierno federal le otorgó la concesión para la apertura de 300 000 hectáreas de tierras al cultivo y abrir canales de irrigación  aprovechando las aguas de los ríos Yaqui y Mayo, en el estado de Sonora y del río Fuerte en el estado de Sinaloa. La aprobación del contrato fue publicada cuatro meses después, el 22 de diciembre de 1890.
Conant emprendió los primeros deslindes en tierras del río Yaqui, con recursos propios, los de su hermano Benito y los del también accionista Santos Valenzuela, pero la magnitud del proyecto requería mayor financiamiento. Se trasladó a Nueva York y formó la Sonora-Sinaloa Irrigation Company, asociándose con capitalistas estadounidenses, empresa que se integró con Walter Logan, como presidente y tesorero, Carlos Conant como vicepresidente y gerente general, Salter S. Clark como secretario, y Z. O. Stocker como ingeniero en jefe. Con lo anterior, este empresario guaymense se convirtió en uno de los primeros colonos del hoy feraz Valle del Yaqui.

### Construcción de bocatomas y canales en el Valle del Yaqui
La compañía concentró sus actividades en el deslinde de terrenos del Valle del Yaqui y en las obras del Canal Principal que regarían estas tierras, estimándose invertir 12 millones de dólares. La bocatoma del Canal Principal se localizó en la margen izquierda del río, frente al lugar llamado Los Hornos. A fines de 1890 se comienza esta obra y se compra una draga de vapor procedente de Chicago para unirse a la excavación del Canal Principal, que ya había comenzado antes con gente e implementos jalados por mulas. Su construcción concluyó en 1896.
En 1904 hubo una creciente extraordinaria del río Yaqui que arrasó con parte de las obras de canalización y de los cultivos.

## Fallecimiento
Hacia 1905, Conant, el pionero de la agricultura de regadío en el sur de Sonora, se retiró a su ciudad natal, Guaymas, donde murió el 5 de febrero de 1907.

## Homenaje
En Ciudad Obregón una calle lleva su nombre.